# Antonio de' Nobili
Antonio de' Nobili (... – Firenze, 1562) è stato un funzionario italiano.
Fu amministratore di Cosimo I de' Medici dal 1553 fino alla morte. Ricevette vari onori e promosse alcune istituzioni caritatevoli, come l'ospedale che oggi si chiama Montedomini.